# ヤーン・コザーク (1980年生のサッカー選手)
ヤーン・コザーク（Ján Kozák、1980年4月24日 - ）は、スロバキアの元サッカー選手。元スロバキア代表。ポジションはミッドフィールダー。

## 経歴
2004年11月にスロバキア代表デビュー。2010 FIFAワールドカップ・ヨーロッパ予選にも出場、2得点を決め、ワールドカップ初出場に貢献した。2010 FIFAワールドカップではパラグアイ戦に出場した。スロバキア代表として通算25試合に出場、2得点をあげた。

## 代表歴

### 出場大会
- スロバキア代表
  - 2010 FIFAワールドカップ

### 試合数
- 国際Aマッチ 25試合 2得点（2004年-2010年）[1]

| スロバキア代表 | 国際Aマッチ | 国際Aマッチ |
| 年             | 出場        | 得点        |
| -------------- | ----------- | ----------- |
| 2004           | 1           | 0           |
| 2005           | 1           | 0           |
| 2006           | 2           | 0           |
| 2007           | 5           | 0           |
| 2008           | 6           | 1           |
| 2009           | 7           | 1           |
| 2010           | 3           | 0           |
| 通算           | 25          | 2           |